# Abo z Tbilisi

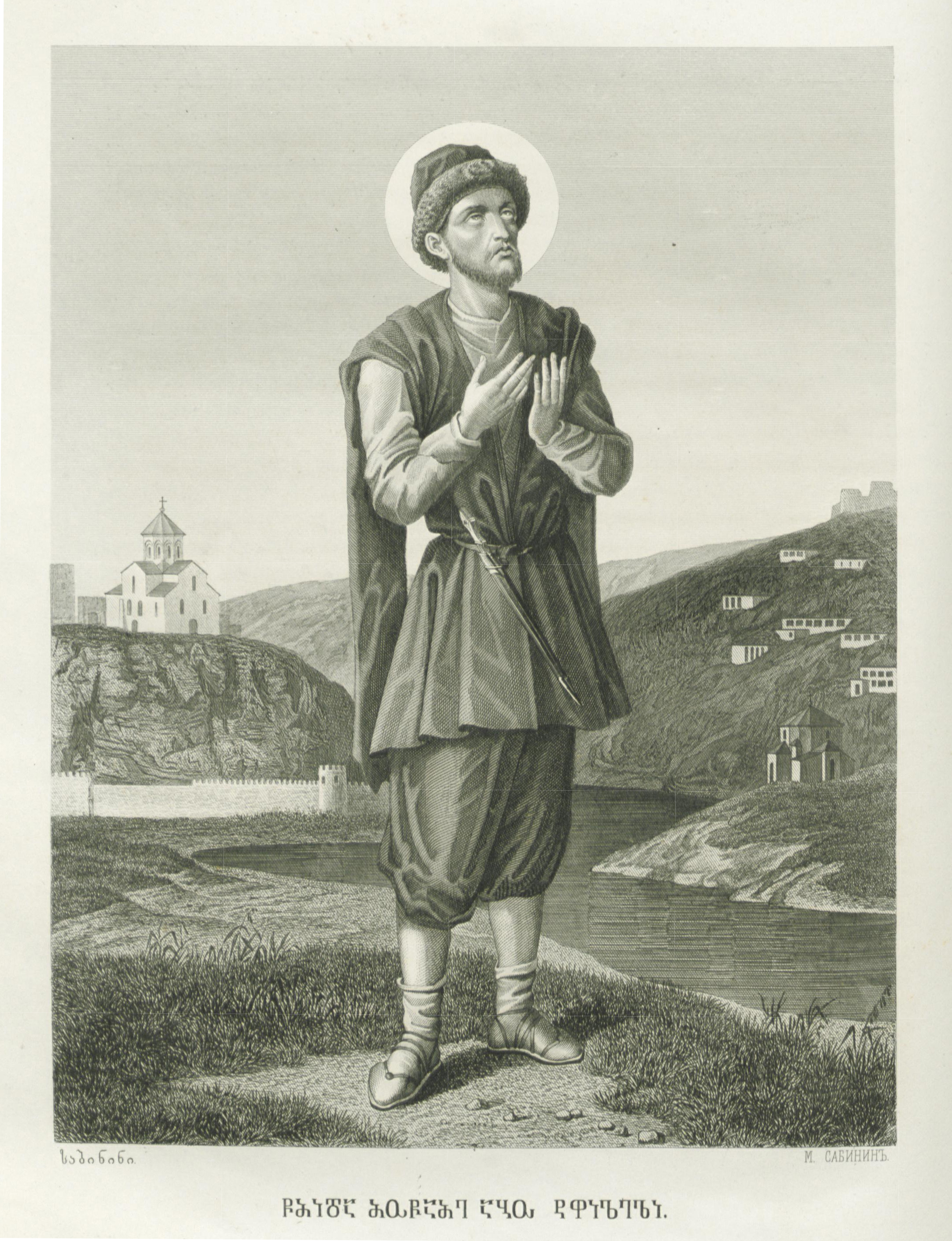
Wizerunek świętego Abo z Tbilisi (ok. 1882 roku)

Abo z Tbilisi lub Abo Perfumiarz, cs. Muczenik Abo Tbilisskij (ur. ok. 756 w Bagdadzie, zm. 786 w Tbilisi) – męczennik, święty Kościoła katolickiego i prawosławnego. Nawrócony z islamu na chrześcijaństwo.

## Żywot

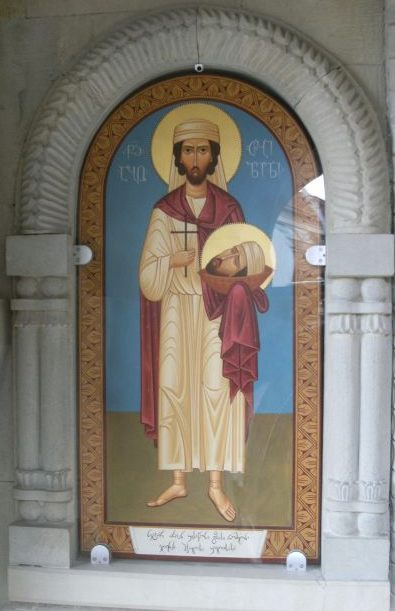
Ikona świętego Abo z jednym z jego atrybutów - ściętą głową

Abo urodził się około 756 roku w Bagdadzie. Był Arabem i wyznawcą islamu. Od młodości zajmował się produkcją wonności i maści. W wieku osiemnastu lat został przyjęty na służbę do księcia gruzińskiego - Nersesa Iberyjskiego. Wkrótce po przybyciu do Gruzji zapałał miłością do Chrystusa. Nawrócony na wiarę chrześcijańską lękał się przyznać do tego w obawie przed muzułmanami, pod panowaniem których znajdowała się wówczas Gruzja. Gdy pod wpływem prześladowań zmuszony był opuścić kraj, udał się na północ od Morza Kaspijskiego i przez pewien czas mieszkał w Abchazji. Tam też przyjął chrzest. W 782 r. powrócił do Tbilisi. Kilka lat później Abo został oskarżony i osadzony w więzieniu za to, że wyznaje chrześcijaństwo. Postawiony przed sądem muzułmańskim pod zarzutem odstępstwa od islamu, przyznał się do swej wiary. 6 stycznia 786 r., w dzień Objawienia Pańskiego, ścięto go mieczem, a jego ciało spalono. Prochy męczennika wrzucono do rzeki Kury. Wierni uznali Abo za świętego zaraz po jego śmierci. Modlitwy kierowane pod jego przyczyną były wysłuchiwane, zaczęły też mieć miejsce cudowne zdarzenia związane z jego osobą. Jeszcze za rządów katolikosa Samuela III, w 794 r., zaliczono go do grona męczenników za wiarę chrześcijańską. Nawrócenie i śmierć męczeńska świętego Abo została opisana w tekście Męczeństwo Abo z Tbilisi (gruz. აბო თბილელის წამებისა) z VIII wieku pióra Ioane Sabanisdze. Obecnie kult świętego ogranicza się do terenów Gruzji. Jego wspomnienie przypada dnia 8 stycznia
. Imię świętego, Abo jest gruzińską wersją hebrajskiego imienia Habakuk, oznaczającego tego, który walczy.

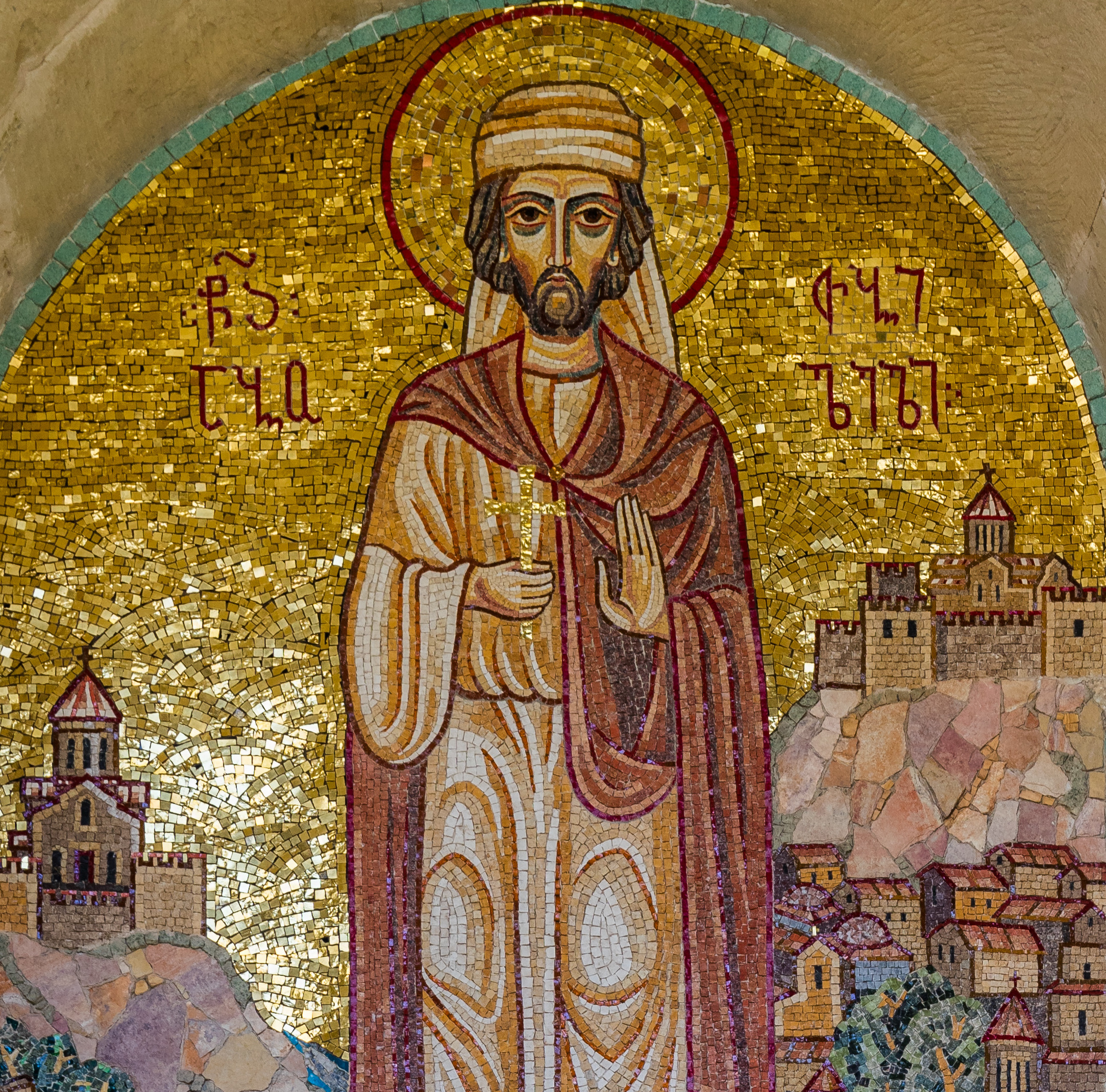
Mozaika z wizerunkiem świętego Abo w Tbilisi